# 馬薩卡利龍屬
馬薩卡利龍屬（屬名：Maxakalisaurus）是泰坦巨龍類恐龍的一屬，化石發現於1998年在巴西的米納斯吉拉斯州，並直至2006年8月才得到命名。馬薩卡利龍是巴西目前發現最大型的恐龍，其化石也包含了泰坦巨龍類極為缺乏的頭顱骨。

## 發現歷史

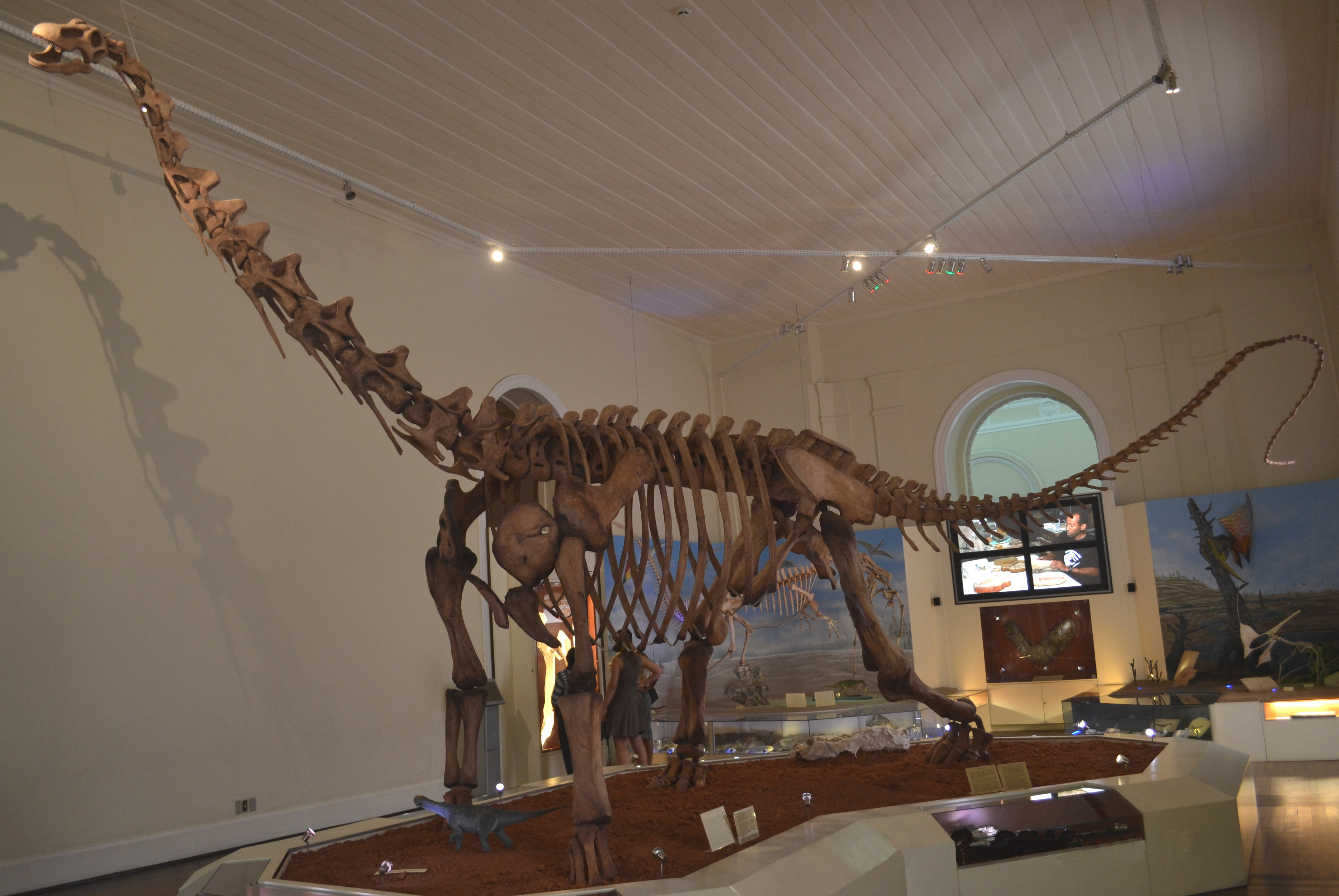
馬薩卡利神龍的骨架模型

馬薩卡利神龍的化石是由古生物學家亞歷山大·克爾納（Alexander Kellner）等人在1998年至2002年間的四次挖掘中發現，發現地點是巴西里約熱內盧西北方約440公里，Prata市附近的Serra da Boa Vista山。克爾納在2006年才正式命名了馬薩卡利神龍，屬名是來自馬薩卡利人部落的名字，而種小名則是這個部落的其中一個神祇Topa。
2018年，该化石在巴西国家博物馆火灾中化为灰烬。

## 描述
馬薩卡利神龍長約13公尺，體重估計有9公噸，而亞歷山大·克爾納認為牠可以生長到接近20公尺。馬薩卡利神龍擁有長頸部與長尾巴、在蜥腳下目中相當獨特的脊狀牙齒。牠們也擁有類似薩爾塔龍的皮內成骨，所以被認為與薩爾塔龍的親緣關係接近。不過由於皮膚沒有與化石一起被保存下來，這些皮內成骨的位置卻無法確定。馬薩卡利神龍的骨骸相當完整，而且包含了頭顱骨，由於泰坦巨龍類的頭顱骨僅發現不到10個，故牠的發現對研究泰坦巨龍類是相當的重要。
馬薩卡利神龍生存於8000萬年前。因為蜥腳類恐龍在南美洲遭遇到較少的競爭，牠們在此演化得更具多樣性，以及更多獨特特徵。

## 巴西最大恐龍
馬薩卡利神龍的身長約13公尺，是目前已描述的最大型巴西恐龍。在過去，巴西曾發現一些較大的恐龍骨骸，但由於難以拼湊這些骨頭，所以沒有被研究、描述，所以化石完整的馬薩卡利神龍是當地最大的恐龍。不過，馬薩卡利神龍與在鄰近的阿根廷發現的恐龍相比，則顯得有點小，例如可能是目前所發現最大的恐龍阿根廷龍（長達30公尺及重100公噸）。

## 外部連結
- 巴西所發現的最大恐龍 （页面存档备份，存于） - LiveScience.com網站